# Kisgyalán
Kisgyalán è un comune dell'Ungheria di 252 abitanti (dati 2001) situata nella contea di Somogy, nell'Ungheria centro-occidentale.